# Ladó Café
A Ladó Café Étterem és Kávéház Budapesten található, a Dohány utca 50. szám alatt működött egykori művelődési ház helyén, a Blaha Lujza tér közelében. Színpadát a rekonstrukció során korábbi funkciójának megfelelően őrizték meg a jelenlegi tulajdonosok és üzemeltetők.

## A kávéház állandó programjai[mikor?]
Hétfőnként Máthé Evelin Quartettjét hallgathatják. 
Micheller Myrtill és zenekara minden hónapban egyszer, kedd esténként ad koncertet. 
A Hot Club of Hungary zenekar minden hónapban kétszer ad klub koncerteket általában keddenként.
Szerda esténként állandó fellépő a Hot Jazz Band zenekar.
Csütörtök este Urbán Orsolya és a Sramkó Trió lép fel.
Péntek és szombat esténként Lukács Eszter énekel és zenekara ad elő szving- és dzsessz-dalokat.
Hajós Laura és Neumann Balázs jazz koncertje vasárnap este hallgatható.